# Creediidae
Los credíidos (Creediidae) son una familia de peces marinos incluida en el orden Perciformes, distribuidos por aguas del océano Pacífico occidental y del océano Índico.

## Morfología
La mandíbula inferior bordeada por una hilera de cirros, con una barbilla que se proyecta hacia atrás en la articulación de la mandíbula inferior, el hocico es carnoso y sobresaliendo más allá de la mandíbula inferior. La línea lateral baja a la superficie ventral de forma gradual o abrupta, presentando en ella unas escamas a menudo con extensiones posteriores de tres lóbulos, excepto las más anteriores; algunas especies en gran parte sin escamas, excepto para las escamas de la línea lateral que está siempre presente. Aleta dorsal continua con 12 a 43 radios blandos no ramificados, aleta pélvica como un cuenco invertido con 3 a 5 radios blandos, aletas pélvicas muy cerca una de la otra. Córnea plegable en la unión de la piel y la córnea, con ojos ligeramente abultados. La longitud máxima de unos 8 cm.

## Géneros
Existen 18 especies agrupadas en los 8 géneros siguientes:
- Apodocreedia de Beaufort, 1948
- Chalixodytes Schultz, 1943
- Creedia Ogilby, 1898
- Crystallodytes Fowler, 1923
- Limnichthys Waite, 1904
- Myopsaron Shibukawa, 2010
- Schizochirus Waite, 1904
- Tewara Griffin, 1933